# Kurka wodna
Kurka wodna – obraz olejny polskiego malarza Józefa Chełmońskiego powstały wiosną 1894 roku. Dzieło sygnowane w prawym dolnym rogu "JÓZEF CHEŁMOŃSKI / 1894". Obraz prezentowany jest w Muzeum Narodowym w Warszawie, galerii Zbiory Malarstwa Polskiego do 1914 roku.

## Historia
Józef Chełmoński namalował obraz wiosną 1894 roku, prawdopodobnie po obserwacji przyrody w okolicach Guzowa i Bolimowa. Historia dzieła znana jest od 1945 r., wówczas właścicielem obrazu był Bolesław Tarkowski, który zdeponował go w Banku Handlowym w Warszawie. W maju 1950 r. Bank Handlowy przekazał go w postaci pożyczki długoterminowej do Muzeum Narodowego w Warszawie. W marcu 1953 r. stał się własnością muzeum na mocy decyzji Ministra Finansów. W latach 1959-1962 był w wypożyczeniu długoterminowym w fili MNW - Muzeum w Łowiczu, potem w latach 1963-1977 w Muzeum Lubelskim. Obecnie prezentowany jest w Muzeum Narodowym w Warszawie. 

## Opis
Obraz przedstawia wczesny poranek nad porośniętym szuwarami stawem. W centrum kompozycji, nad taflą wody, wzbija się do lotu ptak, tytułowa kurka wodna. Na pierwszym planie widzimy srebrzystą taflę wody i bujne szuwary. Ptak namalowany ciemnymi brązami i różami, szeroko rozkłada skrzydła i odlatuje od widza, sprawiając wrażenie właśnie spłoszonego. Na tafli wody widać rozbryzgi po uderzeniach jego łap i wywołane nimi delikatne fale. W tle rozciąga się widok na zasnute poranną mgłą rozlewiska i prześwity błękitu nieba, różów obłoków. W oddali nad mokradłami unosi się sznur ptaków.  
Obraz poddano badaniom, zdjęcie rentgenowskie wykazało, że w końcowej fazie pracy nad dziełem format płótna został powiększony po lewej stronie. W latach 80. XX wieku przeprowadzono prace konserwatorskie, ich zakres widoczny jest na zdjęciu w świetle fluorescencyjnym (ultrafioletowym). Usunięto niewielkie przemalowanie w części nieba po lewej stronie oraz szerokie retusze znajdujące się nad linią horyzontu i w części wody po prawej stronie. Obecnie w tych miejscach widoczne są nowe, ciemne retusze. Badania technologiczne wykazały, że obraz nie jest tożsamy z dziełem o tym samym tytule, przechowywanym w zbiorach rodzinnych i prezentowanym na wystawie TZSP w 1917 roku.

## Udział w wystawach
- 1895, Towarzystwo Zachęty Sztuk Pięknych (Warszawa)
- 1959, Muzeum w Łowiczu
- 1985-1986, Muzeum Początków Państwa Polskiego (Gniezno)[2]
- Skarby z kraju Chopina, 12.01.2015-19.06.2025, Muzeum Narodowe w Warszawie
- Sztuka polska: Niezłomny duch, 22.05.2015-08.09.2015, National Museum of Korea
- Józef Chełmoński (Warszawa), 27.09.2024-26.01.2025, Muzeum Narodowe w Warszawie
- Józef Chełmoński (Poznań), 10.02.2025-23.07.2025, Muzeum Narodowe w Poznaniu[1]